# Louisa Melvin Delos Mars
Louisa Melvin Delos Mars, née en 1860 et morte en 1919, était une compositrice  afro-américaine et chanteuse.

## Biographie
Louisa Melvin est née à Providence (Rhode Island). Elle était la fille aînée de Charles et Elizabeth Melvin. Sa jeune sœur Carrie Melvin et elle, se produisaient en duo dans les années 1880 ; Carrie jouant du violon et du cornet, tandis que Louisa chantait.
Elle a été l'une des premières femmes noires à être reconnue comme compositrice, et l'une des premières étudiantes noires à être diplômée du Conservatoire de Nouvelle-Angleterre. Elle était mariée à William Delos Mars ; et mère de Charles et Christian

## Œuvres
- Leoni, the Gypsy Queen, opéra, première représentation à Providence, en 1889 par the Ideal Dramatic Company[3]
- Fun at a boarding school, opérette
- Love in disguise, opérette
- Things are not what they seem, opérette

## Jugement
« Mrs. Delos Mars , who possesses rare talent , both as a musician and an authoress » (« Madame Delos Mars, qui possède un talent rare, à la fois comme musicienne et comme auteure »).